# Olympische Winterspiele 2002/Skilanglauf – Einzel-Sprint (Frauen)
Der Skilanglauf-Sprint der Frauen bei den Olympischen Winterspielen 2002 wurde am 19. Februar 2002 im Soldier Hollow ausgetragen. Gelaufen wurde in der freien Technik. Olympiasieger wurde die Russin Julija Tschepalowa vor Evi Sachenbacher aus Deutschland und Anita Moen aus Norwegen.

## Daten
- Datum: 19. Februar 2002
- Höhenunterschied: 32 m
- Maximalanstieg: 14 m
- Totalanstieg: 50 m
- 58 Teilnehmerinnen aus 24 Ländern, davon alle in der Wertung

## Ergebnisse

### Qualifikation
| Rang | #  | Athletin                        | Nation              | Zeit (min) | Rückstand (s) | Anm. |
| ---- | -- | ------------------------------- | ------------------- | ---------- | ------------- | ---- |
| 1    | 10 | Kateřina Neumannová             | Tschechien          | 3:12,76    |               | Q    |
| 2    | 13 | Julija Tschepalowa              | Russland            | 3:13,03    | +0,27         | Q    |
| 3    | 2  | Evi Sachenbacher                | Deutschland         | 3:13,81    | +1,05         | Q    |
| 4    | 16 | Anita Moen                      | Norwegen            | 3:14,13    | +1,37         | Q    |
| 5    | 6  | Beckie Scott                    | Kanada              | 3:14,62    | +1,86         | Q    |
| 6    | 19 | Elina Pienimäki                 | Finnland            | 3:14,79    | +2,03         | Q    |
| 7    | 18 | Andreja Mali                    | Slowenien           | 3:15,75    | +2,99         | Q    |
| 8    | 4  | Gabriella Paruzzi               | Italien             | 3:16,11    | +3,35         | Q    |
| 9    | 3  | Claudia Künzel                  | Deutschland         | 3:16,41    | +3,65         | Q    |
| 10   | 7  | Manuela Henkel                  | Deutschland         | 3:16,89    | +4,13         | Q    |
| 11   | 9  | Maj Helen Sorkmo                | Norwegen            | 3:17,10    | +4,34         | Q    |
| 12   | 27 | Jelena Buruchina                | Russland            | 3:17,26    | +4,50         | Q    |
| 13   | 23 | Anke Reschwamm-Schulze          | Deutschland         | 3:17,45    | +4,69         | Q    |
| 14   | 26 | Sara Renner                     | Kanada              | 3:18,07    | +5,31         | Q    |
| 15   | 5  | Ljubow Jegorowa                 | Russland            | 3:18,46    | +5,70         | Q    |
| 16   | 30 | Madoka Natsumi                  | Japan               | 3:18,78    | +6,02         | Q    |
| 17   | 21 | Sabina Valbusa                  | Italien             | 3:19,22    | +6,46         |      |
| 18   | 15 | Kati Sundqvist                  | Finnland            | 3:19,23    | +6,47         |      |
| 19   | 20 | Hilde Gjermundshaug Pedersen    | Norwegen            | 3:19,79    | +7,03         |      |
| 20   | 1  | Nina Gawriljuk                  | Russland            | 3:20,02    | +7,26         |      |
| 21   | 12 | Vibeke Skofterud                | Norwegen            | 3:20,21    | +7,45         |      |
| 22   | 8  | Magda Genuin                    | Italien             | 3:20,28    | +7,52         |      |
| 23   | 25 | Kaisa Varis                     | Finnland            | 3:20,52    | +7,76         |      |
| 24   | 35 | Wiktoryia Lapazina              | Belarus             | 3:20,59    | +7,83         |      |
| 25   | 14 | Kristina Šmigun                 | Estland             | 3:20,94    | +8,18         |      |
| 26   | 11 | Karin Moroder                   | Italien             | 3:21,92    | +9,16         |      |
| 27   | 24 | Andrea Huber                    | Schweiz             | 3:22,18    | +9,42         |      |
| 28   | 17 | Lina Andersson                  | Schweden            | 3:22,65    | +9,89         |      |
| 29   | 32 | Iryna Terelja                   | Ukraine             | 3:23,47    | +10,71        |      |
| 30   | 51 | Jaime Fortier                   | Kanada              | 3:23,98    | +11,22        |      |
| 31   | 29 | Milaine Thériault               | Kanada              | 3:24,41    | +11,65        |      |
| 32   | 33 | Nataša Lačen                    | Slowenien           | 3:24,90    | +12,14        |      |
| 33   | 22 | Anna Dahlberg                   | Schweden            | 3:25,32    | +12,56        |      |
| 34   | 31 | Teja Gregorin                   | Slowenien           | 3:25,64    | +12,88        |      |
| 35   | 34 | Elin Ek                         | Schweden            | 3:25,93    | +13,17        |      |
| 36   | 28 | Riitta-Liisa Roponen            | Finnland            | 3:27,16    | +14,40        |      |
| 37   | 44 | Anna-Carin Olofsson             | Schweden            | 3:28,07    | +15,31        |      |
| 38   | 39 | Tessa Benoit                    | Vereinigte Staaten  | 3:28,35    | +15,59        |      |
| 39   | 38 | Nobuko Fukuda                   | Japan               | 3:28,38    | +15,62        |      |
| 40   | 49 | Hou Yuxia                       | Volksrepublik China | 3:28,71    | +15,95        |      |
| 41   | 40 | Wita Jakymtschuk                | Ukraine             | 3:28,94    | +16,18        |      |
| 42   | 36 | Helena Erbenová                 | Tschechien          | 3:29,23    | +16,47        |      |
| 43   | 53 | Ilona Bublová                   | Tschechien          | 3:29,35    | +16,59        |      |
| 44   | 41 | Kikkan Randall                  | Vereinigte Staaten  | 3:30,27    | +17,51        |      |
| 45   | 43 | Natallja Swirydowa-Kalinowskaja | Belarus             | 3:31,83    | +19,07        |      |
| 46   | 42 | Aelin Peterson                  | Vereinigte Staaten  | 3:34,05    | +21,29        |      |
| 47   | 47 | Tomomi Ōtaka                    | Japan               | 3:34,14    | +21,38        |      |
| 48   | 48 | Irina Terentjeva                | Litauen             | 3:34,18    | +21,42        |      |
| 48   | 45 | Kristina Joder                  | Vereinigte Staaten  | 3:34,18    | +21,42        |      |
| 50   | 46 | Luan Zhengrong                  | Volksrepublik China | 3:35,21    | +22,45        |      |
| 51   | 37 | Natalja Issatschenko            | Kasachstan          | 3:39,09    | +26,33        |      |
| 52   | 52 | Lee Chae-won                    | Südkorea            | 3:41,06    | +28,30        |      |
| 53   | 55 | Darja Starostina                | Kasachstan          | 3:41,69    | +28,93        |      |
| 54   | 50 | Zsófia Gottschall               | Ungarn              | 3:42,98    | +30,22        |      |
| 55   | 56 | Elena Gorohova                  | Moldau              | 3:43,82    | +31,06        |      |
| 56   | 58 | Kelime Aydin                    | Türkei              | 4:00,50    | +47,74        |      |
| 57   | 57 | Katerina Balkaba                | Griechenland        | 4:06,99    | +54,23        |      |
| 58   | 54 | Margarita Nikoljan              | Armenien            | 4:13,5     | +60,79        |      |

### Viertelfinale

#### Viertelfinale 1
| Rang | Setzp. | Athletin            | Nation      | Zeit (min) | Rückstand (s) | Anm. |
| ---- | ------ | ------------------- | ----------- | ---------- | ------------- | ---- |
| 1    | 9      | Claudia Künzel      | Deutschland | 3:15,1     |               | Q    |
| 2    | 8      | Gabriella Paruzzi   | Italien     | 3:16,2     | +1,1          | Q    |
| 3    | 16     | Madoka Natsumi      | Japan       | 3:17,5     | +2,4          |      |
| 4    | 1      | Kateřina Neumannová | Tschechien  | 3:18,9     | +3.8          |      |

#### Viertelfinale 2
| Rang | Setzp. | Athletin               | Nation      | Zeit (min) | Rückstand (s) | Anm. |
| ---- | ------ | ---------------------- | ----------- | ---------- | ------------- | ---- |
| 1    | 5      | Beckie Scott           | Kanada      | 3:15,8     |               | Q    |
| 2    | 4      | Anita Moen             | Norwegen    | 3:15,9     | +0,1          | Q    |
| 3    | 13     | Anke Reschwamm-Schulze | Deutschland | 3:15,9     | +0,1          |      |
| 4    | 12     | Jelena Buruchina       | Russland    | 3:19,3     | +3,5          |      |

#### Viertelfinale 3
| Rang | Setzp. | Athletin           | Nation      | Zeit (min) | Rückstand (s) | Anm. |
| ---- | ------ | ------------------ | ----------- | ---------- | ------------- | ---- |
| 1    | 7      | Andreja Mali       | Slowenien   | 3:14,8     |               | Q    |
| 2    | 2      | Julija Tschepalowa | Russland    | 3:14,9     | +0,1          | Q    |
| 3    | 15     | Ljubow Jegorowa    | Russland    | 3:16,0     | +1,2          |      |
| 4    | 10     | Manuela Henkel     | Deutschland | 3:16,3     | +1,5          |      |

#### Viertelfinale 4
| Rang | Setzp. | Athletin         | Nation      | Zeit (min) | Rückstand (s) | Anm. |
| ---- | ------ | ---------------- | ----------- | ---------- | ------------- | ---- |
| 1    | 3      | Evi Sachenbacher | Deutschland | 3:40,2     |               | Q    |
| 2    | 14     | Sara Renner      | Kanada      | 3:42,4     | +2,2          | Q    |
| 3    | 11     | Maj Helen Sorkmo | Norwegen    | 3:44,2     | +4,0          | Q    |
| 4    | 6      | Elina Pienimäki  | Finnland    | 4:01,5     | +21,3         |      |

### Halbfinale

#### Halbfinale 1
| Rang | Setzp. | Athletin          | Nation      | Zeit (min) | Defizit (s) | Anm. |
| ---- | ------ | ----------------- | ----------- | ---------- | ----------- | ---- |
| 1    | 4      | Anita Moen        | Norwegen    | 3:23,8     |             | QA   |
| 2    | 9      | Claudia Künzel    | Deutschland | 3:24,5     | +0,7        | QA   |
| 3    | 8      | Gabriella Paruzzi | Italien     | 3:25,3     | +1,5        | QB   |
| 4    | 5      | Beckie Scott      | Kanada      | 3:25,4     | +1,6        | QB   |

#### Halbfinale 2
| Rang | Setzp. | Athletin           | Nation      | Zeit (min) | Rückstand (s) | Anm. |
| ---- | ------ | ------------------ | ----------- | ---------- | ------------- | ---- |
| 1    | 2      | Julija Tschepalowa | Russland    | 3:18,2     |               | QA   |
| 2    | 3      | Evi Sachenbacher   | Deutschland | 3:18,5     | +0,3          | QA   |
| 3    | 11     | Maj Helen Sorkmo   | Norwegen    | 3:19,4     | +1,2          | QB   |
| 4    | 7      | Andreja Mali       | Slowenien   | 3:19,8     | +1,6          | QB   |
| 5    | 14     | Sara Renner        | Kanada      | 3:20,0     | +1,8          |      |

## Finale

### B-Finale
| Rang | Setzp. | Athletin          | Nation    | Zeit (min) | Rückstand (s) |
| ---- | ------ | ----------------- | --------- | ---------- | ------------- |
| 5    | 5      | Beckie Scott      | Kanada    | 3:24,9     |               |
| 6    | 11     | Maj Helen Sorkmo  | Norwegen  | 3:25,5     | +0,6          |
| 7    | 7      | Andreja Mali      | Slowenien | 3:25,9     | +1,0          |
| 8    | 8      | Gabriella Paruzzi | Italien   | 3:26,1     | +1,2          |

### A-Finale
| Rang | Setzp. | Athletin           | Nation      | Zeit (min) | Rückstand (s) |
| ---- | ------ | ------------------ | ----------- | ---------- | ------------- |
| 1    | 2      | Julija Tschepalowa | Russland    | 3:10,6     |               |
| 2    | 3      | Evi Sachenbacher   | Deutschland | 3:12,2     | +1,6          |
| 3    | 4      | Anita Moen         | Norwegen    | 3:12,7     | +2,1          |
| 4    | 9      | Claudia Künzel     | Deutschland | 3:13,3     | +2,7          |